# 朗根旺
朗根旺是奥地利施蒂利亚州米尔茨楚施拉格县的一个市镇。总面积76.07平方公里，总人口4108人，人口密度54.0人/平方公里（31-12-2005年）。